# (35773) 1999 JT7
1999 جاي تي 7 (ويعرف أيضًا باسم (35773) 1999 جاي تي 7 وفق تسمية الكوكب الصغير) (بالإنجليزية: 1999 JT7)‏ هو كويكب ضمن حزام الكويكبات؛ وترتيبه 35773 من حيث الاكتشاف.
اكتُشف هذا الجُرم الفلكي بواسطة جون بروفتون في 13 مايو 1999.

## وصلات خارجية
- (35773) 1999 JT7 في قاعدة بيانات مختبر الدفع النفاث لأجرام النظام الشمسي الصغيرة

- الاكتشاف · مخطط المدار ·  العناصر المدارية · المعلمات المادية

- (35773) 1999 JT7 على موقع ويكي سكاي: DSS2, SDSS, GALEX, IRAS, Hydrogen α, X-Ray, Astrophoto, Sky Map, Articles and images